# Хюрлиман, Ханс
Ханс Хюрлиман (нем. Hans Hürlimann; 6 апреля 1918 года, Вальхвиль, кантон Цуг, Швейцария — 22 февраля 1994 года, Цуг, Швейцария) — швейцарский политик, президент.

## Биография
Ханс Хюрлиман с 1939 по 1943 год изучал юриспруденцию в университетах Берна и Фрибура. В 1943 году получил степень доктора юридических наук, а в 1946 лицензию адвоката. После этого стал юридическим советником в городской управе Цуга. В 1947 году избран в Большой совет кантона Цуг, затем в 1954 году в правительство кантона. До 1962 года он возглавлял департамент юстиции, полиции и военных дел, затем до 1973 года департамент образования и культуры. В 1965-1966 годах возглавлял правительство. С 1967 по 1973 год представлял Цуг в Совете кантонов парламента Швейцарии.
5 декабря 1973 года Хюрлиман избран в Федеральный совет (правительство) Швейцарии.
- 1 января 1965 — 31 декабря 1966 — глава правительства (ландаман) кантона Цуг.
- 5 декабря 1973 — 31 декабря 1982 — член Федерального совета Швейцарии.
- 1 января 1974 — 31 декабря 1982 — начальник департамента (министр) внутренних дел.
- 1 января — 31 декабря 1978 — вице-президент Швейцарии.
- 1 января — 31 декабря 1979 — президент Швейцарии.

Сын Ханса Хюрлимана Томас (р.1950) является известным писателем.